# Lausitzer Neisse

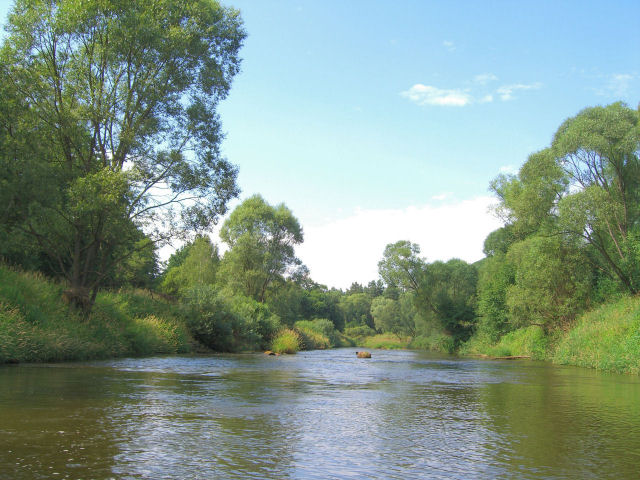
Lausiska Neisse, gränsen mellan Tyskland och Polen.

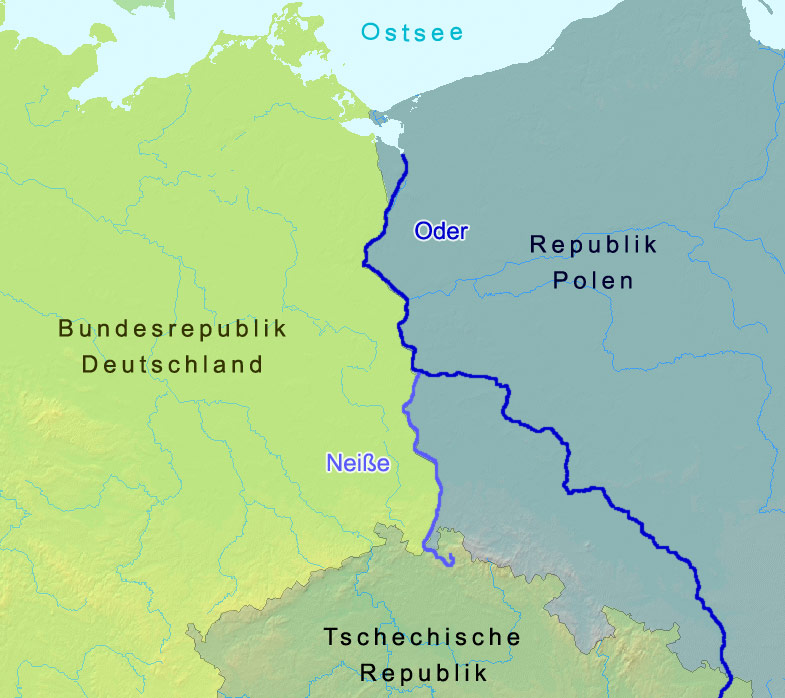
Oder–Neisse-linjen, gränsen mellan Tyskland och Polen.

Neisse (Neiße) eller Lausitzer Neisse (högsorbiska Łužiska Nysa; lågsorbiska Łužyska Nysa; tjeckiska Lužická Nisa; polska Nysa Łużycka; tidigare även Görlitzer Neisse), är en biflod till Oder. Den är 252 kilometer lång och avrinningsområdet är 4 297 kvadratkilometer stort. Floden har sin källa vid den tjeckiska byn Nová Ves nad Nisou i Jizerbergen, utgör under större delen av sin sträckning gränsflod mellan Tyskland och Polen, och mynnar i Oder vid byn Ratzdorf i Neissemündes kommun. 
På vägen passerar floden de tjeckiska städerna Liberec och Jablonec nad Nisou, innan den viker av norrut längs den tysk-polska gränsen, förbi städerna Zittau, Görlitz/Zgorzelec och Pieńsk. Vid gränsstäderna Bad Muskau och Łęknica passerar floden genom den världsarvslistade Muskauparken. På den sista sträckan norrut passerar floden städerna Forst (Lausitz) och Guben/Gubin vid den tysk-polska gränsen, innan den når Oder.
Sedan 1991 finns en gränsöverskridande europeisk samarbetsregion, Euroregion Neisse, för tjeckiska, polska och tyska städer, kommuner och distrikt i regionen omkring floden.